# DJ Krush

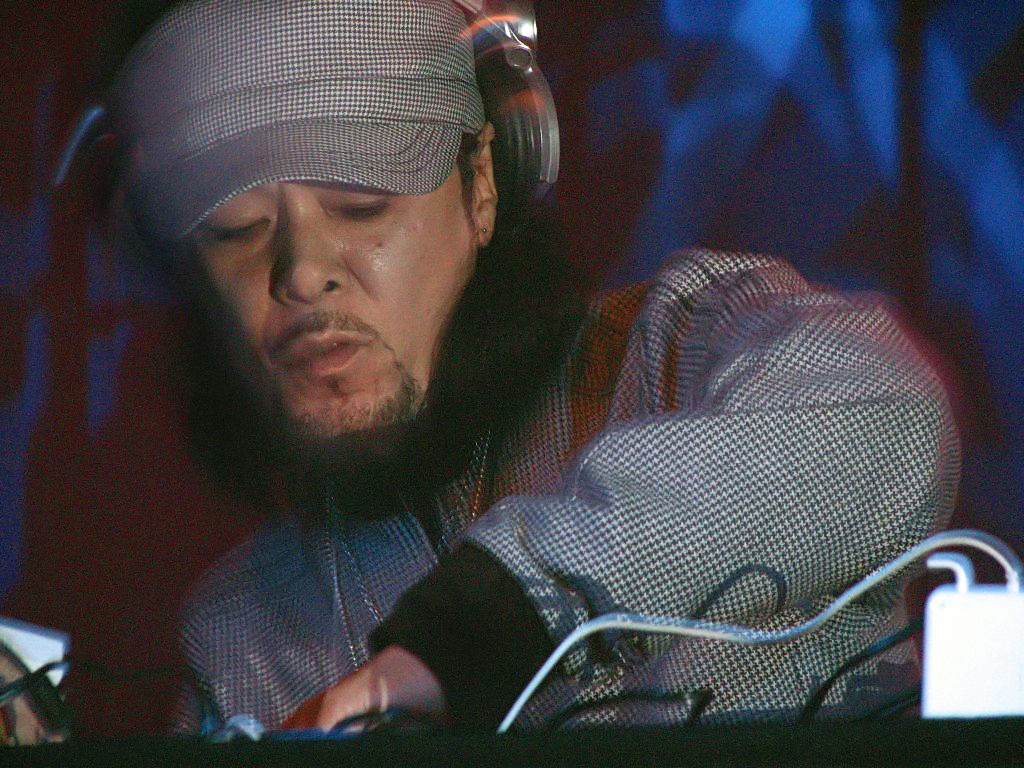
DJ Krush

DJ Krush (* 1962 in Tokio als Hideaki Ishii) ist ein japanischer Hip-Hop-DJ und Musikproduzent.

## Leben und Wirken
Nachdem er in der Mittelstufe von der Schule abgegangen war, arbeitete Ishii für die Yakuza. Inspiriert durch den Film Wild Style, beschloss er, DJ zu werden. Zwei befreundete Hip-Hop-Künstler aus den USA gaben ihm und seinem Bruder, der ihn damals unterstützte, den Namen Crash and Bang. Später veränderte sich das Wort Crash zu Krush. Dieses Wort war Namensgeber für die Krush Posse, die er 1987 mit DJs wie DJ Muro gründete. Die Gruppe war Ende 1992 häufiger live zu sehen und brachte ihm den Ruf ein, der erste japanische DJ zu sein, der mit Livemusikern auftrat.
Im Jahr 1994 erschien sein Debütalbum. Bald hatte er einen Plattenvertrag mit dem britischen Label Mo’ Wax von James Lavelle und konnte so auch außerhalb Japans Erfolge feiern. 1997 wechselte er zu Sony Music.
Während seiner Karriere arbeitete er mit westlichen Hip-Hop-Künstlern wie CL Smooth, The Roots, Guru, Mos Def, DJ Cam, DJ Shadow, Zap Mama, Sly and Robbie, Company Flow und N'Dea Davenport zusammen. Auf dem Album Ki-Oku ist er zusammen mit dem japanischen Jazz-Trompeter Toshinori Kondō zu hören.
2015 erschien nach über zehnjähriger Pause wieder ein Studioalbum von Krush – Butterfly Effect. Es wurde vom deutschen Plattenlabel VinylDigital veröffentlicht. An den Aufnahmen war u. a. die libanesische Sängerin Yasmine Hamdan beteiligt.
Ishii spricht kein Englisch und engagiert daher regelmäßig Dolmetscher.

## Diskografie

### Alben
| Jahr | Titel   | Höchstplatzierung, Gesamtwochen, AuszeichnungChartsChartplatzierungen (Jahr, Titel, Platzierungen, Wochen, Auszeichnungen, Anmerkungen) | Anmerkungen                                            |
| Jahr | Titel   | UK | Anmerkungen                                            |
| ---- | ------- | --- | ------------------------------------------------------ |
| 1995 | Meiso   | UK64 (1 Wo.)UK | Sony Japan/Mo’ Wax/London Records dt. „Herumwandern“   |
| 1997 | MiLight | UK100 (1 Wo.)UK | Sony Japan/Mo’ Wax dt. „Zukunft“; Wortspiel zu „mirai“ |

Weitere Alben
- 1994: Krush (1994, Nippon Columbia/Instinct/99 Records)
- 1994: Strictly Turntablized (Mo’ Wax/Avex)
- 1998: Kakusei (dt. „Erwachen“) (Sony Japan/Columbia/Red Ink)
- 2001: Zen (dt. „Allmählich“) (Sony Japan)
- 2002: Shinsou – The Message At The Depth (dt. „die Tiefe“) (Sony Japan/Columbia/Red Ink)
- 2004: Jaku (dt. etwa „Einsamkeit“) (Sony)
- 2015: Butterfly Effect (Vinyldigital)
- 2017: Kiseki (Es.U.Es Corporation)
- 2018: Cosmic Yard (Es.U.Es Corporation)
- 2020: Trickster (Es.U.Es Corporation)
- 2024: 再生 -Saisei- (DJ Krush Recordings)[4]

### Kompilationen
- 1997: ColdKrushCuts – DJ Krush + DJ Food + Coldcut (Ninja Tune)
- 2001: Reload – The Remix Collection (Sony Japan)
- 2006: Stepping Stones The Self-Remixed Best – Soundscapes (Sony Japan)
- 2006: Stepping Stones The Self-Remixed Best – Lyricism (Sony Japan)
- 2007: OuMuPo 6 (Ici D'Ailleurs)

### Mixtapes
- 1997: Holonic – The Self-Megamix (Sony Japan/Mo’ Wax)
- 2000: Code 4109 (Sony Japan/Columbia/Red Ink)

### Aufnahmen mit anderen Künstlern
- 1996: Ki-Oku (dt. „Erinnerung“) (mit Toshinori Kondō) (Sony Japan/R&S Records)

### Singles
| Jahr | Titel Album                   | Höchstplatzierung, Gesamtwochen, AuszeichnungChartsChartplatzierungen (Jahr, Titel, Album, Platzierungen, Wochen, Auszeichnungen, Anmerkungen) | Anmerkungen   |
| Jahr | Titel Album                   | UK | Anmerkungen   |
| ---- | ----------------------------- | --- | ------------- |
| 1994 | Lost And Found – S.F.L.       | UK82 (1 Wo.)UK | mit DJ Shadow |
| 1995 | A Whim                        | UK79 (2 Wo.)UK |               |
| 1996 | Meiso                         | UK52 (2 Wo.)UK |               |
| 1996 | Only The Strong Survive Meiso | UK71 (1 Wo.)UK |               |

### Videoalben
- 2007: Suimou Tsunenimasu (Sony Music Japan International)/US-Titel: History of DJ Krush